# Воронін Володимир Ігорович
Володи́мир І́́горович Воро́нін (нар. 26 листопада 1987 — 3 травня 2015) — солдат Збройних сил України, учасник російсько-української війни.

## Життєвий шлях
Закінчив павлоградську ЗОШ № 12, Західно-Донбаський професійний ліцей. Від 2007 року працював підземним електрослюсарем, ДТЕК ШУ «Павлоградське».
14 серпня 2014 року мобілізований, майстер — номер обслуги мінометної батареї 2-го механізованого батальйону, 17-та окрема танкова бригада.
Загинув 3 травня 2015-го, підірвавшись на міні поблизу села Оріхово-Василівка Артемівського району під час виконання бойових завдань.
6 травня 2015-го похований у Павлограді.

## Нагороди та вшанування
- Указом Президента України № 216/2016 від 18 травня 2016 року — орденом «За мужність» III ступеня (посмертно)[1]
- жовтнем 2015-го у Західно-Донбаському ліцеї встановлено меморіальну дошку випускникам Андрію Абросімову, Володимирові Вороніну, Олексію Жадану та Володимирові Милосердову.